# Hydrillodes funestalis
Hydrillodes funestalis är en fjärilsart som beskrevs av Walker 1859. Hydrillodes funestalis ingår i släktet Hydrillodes och familjen nattflyn. Inga underarter finns listade i Catalogue of Life.